# 훈자 계곡

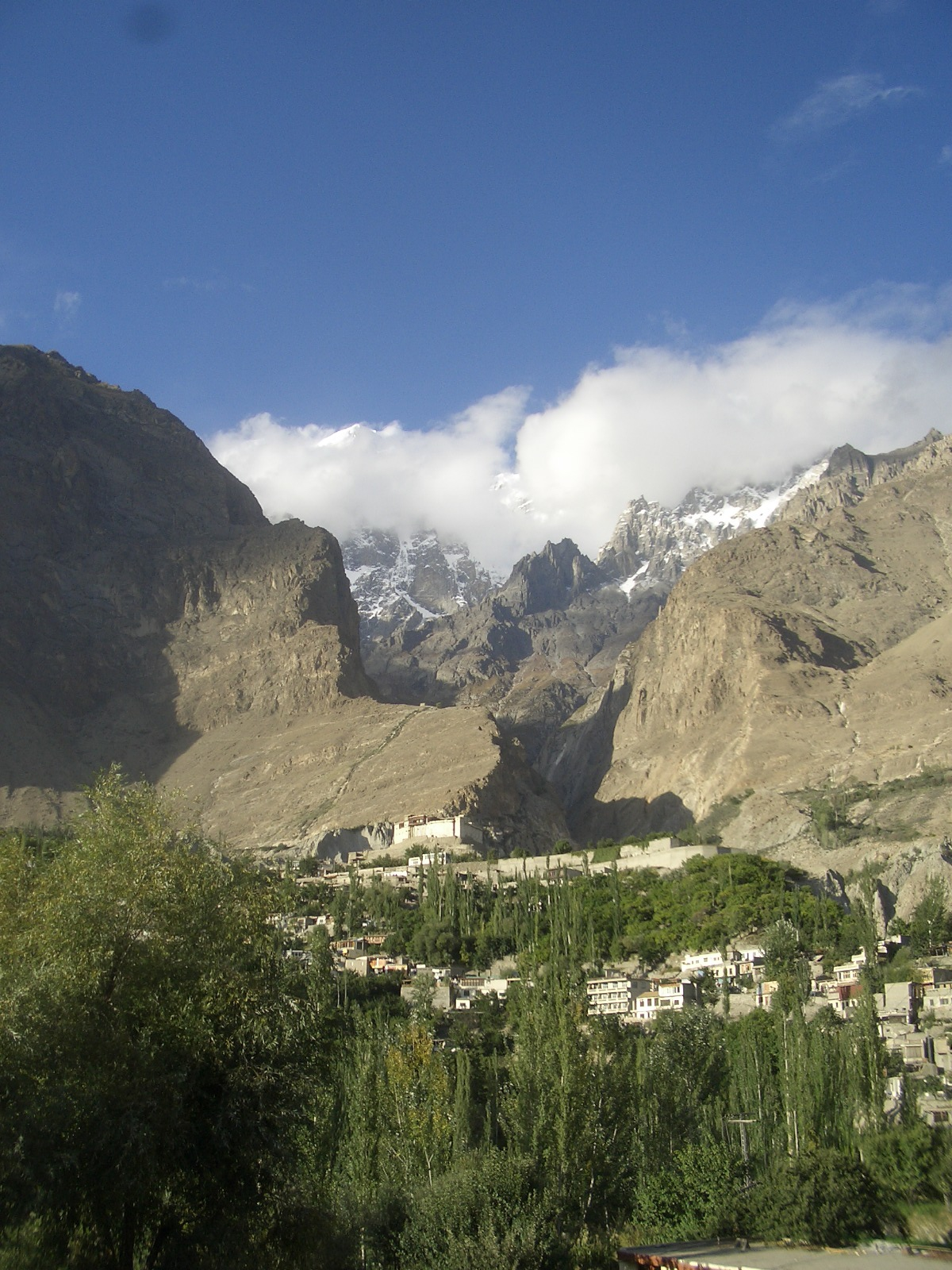
훈자 카리마바드

훈자 계곡(Hunza Valley, 우르두어: ہنزہ)은 파키스탄 길기트발티스탄의 길깃과 나가르 사이에 존재하는 계곡이다. 훈자의 평균 고도는 2,438 미터이다.
훈자의 중심지인 카리마바드는 주위에 라카포시(7,788m)와 울타르Ultar(7,388m), Bojahagur Duanasir II (7,329m), Ghenta Peak (7,090m), Hunza Peak (6,270m), Darmyani Peak (6,090m), Bublimating (Ladyfinger Peak) (6,000m) 등의 높은 붕우리에 둘려 싸여 있어 매우 놀라운 풍경을 연출하기 때문에, 파키스탄을 여행하는 여행자들에게 가장 인기 있는 곳이다.

## 지형

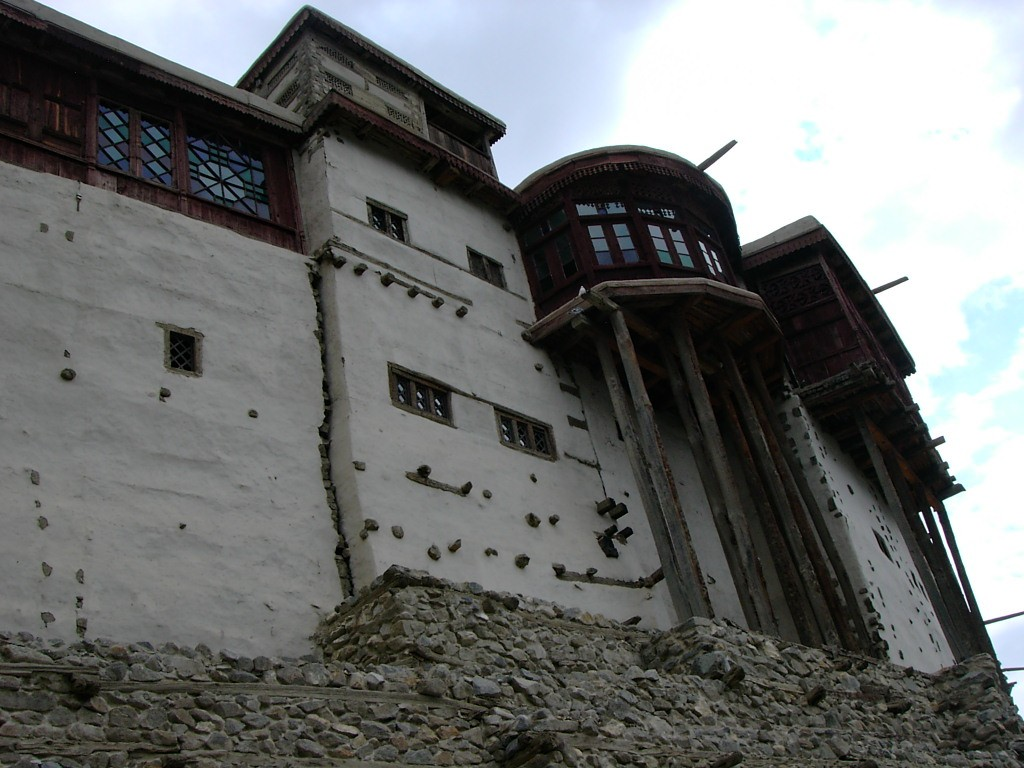
Baltit Fort, 훈자 미르(왕)이 살던 왕궁, 발틱포트

훈자는 해발 2,438미터에 자리잡고 있다. 여러 세기 동안 훈자는 육로로 파키스탄의 스와트Swat 지역과 간다라Gandhara 지역을 여행하는 사람들에게 가장 빠른 길이었다. 이 곳으로는 짐을 실은 동물들이 지날 수 없었기 때문에 오직 사람의 힘에 의지해 통과할 수 있었다.

훈자로 통하는 길은 어떤 종종 50cm도 안되었기 때문에 외부의 공격으로부터 방어하기가 매우 쉬웠다. 높은 산길들은 종종 바위가 꼭대기에 매달려 있는 절벽들 사이의 균열 사이로 이어지기도 한다. 그래서 이곳은 종종 낙석과 나쁜 일기 때문에 길이 막히기도 한다. 이른 고대부터 몇몇 중국인 불교 승려들을 포함한 중국 역사가들은 이 고도(高道)의 공포를 기록하였다.

## 기후
기온은 5월에 최고 섭씨 27도, 최저 14도, 10월에 최고 10도, 최저 0도를 나타낸다. 카라코람 하이웨이가 겨울에는 눈 때문에 통행이 불가능하므로, 훈자를 여행하기 가장 좋은 계절은 5월에서 10월이다.

## 교통
오늘날 유명한 카라코람 하이웨이는 이 곳 훈자를 거쳐서 파키스탄과 쿤자랍 패스를 지나 중국을 연결한다.
훈자에는 자동차를 제외한 기차나 비행기 등의 교통 수단은 존재하지 않는다.
일반적으로 많은 여행객들은 훈자의 중심지이며 발틱 포트가 있는 카리마바드를 방문하기를 원한다.
훈자를 방문하는 가장 쉬운 방법은 이슬라마바드 등에서 출발하는 NATCO(North Area Transport Corperation) 버스를 이용하는 것이 가장 쉽다. 이 버스는 카라코람 하이웨이를 따라서 길기트를 지나 이곳에 도착한다. 버스는 훈자의 중심지에서 약 4km 떨어진 알리아바드(Ali abad)에 정차한다.
훈자에서 중국의 국경인 소스트까지 가기 위해서는 마찬가지로 이 NATCO 버스를 이요하면 된다. 만일 중국 국경을 넘어가고 싶다면 소스트에서 다시 국제 버스로 갈아타면 된다. 소스트까지는 약 4시간이 걸린다.
만일 길깃에서 훈자를 방문하기 위해서는 길깃 시내에서 약간 떨어진 장거리 버스 정류장에서 수시로 운행하는 '웨건'이라고 불리는 작은 승합차를 타거나 NATCO 버스를 이용하여 알리 아바드(Ali abad)까지 이동하면 된다.

## 같이 보기
- 카라코람 하이웨이
- 부루쇼인